# Уорнер, Сьюзен Богерт
Сьюзен Богерт Уорнер (англ. Susan Bogert Warner; 11 июля 1819, Нью-Йорк, Нью-Йорк — 17 марта 1885, Хайленд-Фолс, Нью-Йорк) — американская пресвитерианская детская писательница и романист известная под псевдонимом «Элизабет Ветерелл» («англ. Elisabeth Wetherell»); старшая сестра писательницы и поэтессы Анны Барлетт Уорнер вместе с которой они написали ряд совместных произведений (например: Wych Hazel (1853), Mr. Rutherford’s Children (1855) и The Hills of the Shatemuc (1856). Сегодня её лучше всего знают по фильму «Широкий, широкий мир».

## Биография
Сьюзен Богерт Уорнер родилась 11 июля 1819 года в городе Нью-Йорке в одноимённом американском штате, в семье известного в «Большом яблоке» адвоката Генри Уорнера и Анны Бартлетт из богатой и модной семьи на Гудзон-сквере «никогда не спящего города». Когда Уорнер была ещё ребёнком, её мать умерла, а сестра её отца, Фанни, переехала жить к Уорнерам.
Хотя отец был богат, он потерял большую часть своего состояния в панике 1837 года, а также в последующих судебных процессах и плохих инвестициях. Семья была вынуждена покинуть свой особняк на площади Святого Марка в Нью-Йорке и переехать в старый фермерский дом времен Войны за независимость США на острове Конституции, недалеко от Вест-Пойнта в штате Нью-Йорк. В 1849 году, видя большие сложности в финансовом положении своей семьи, сёстры Сьюзен и Анна стали пробовать свои силы в литературе, чтобы помочь отцу содержать семью.

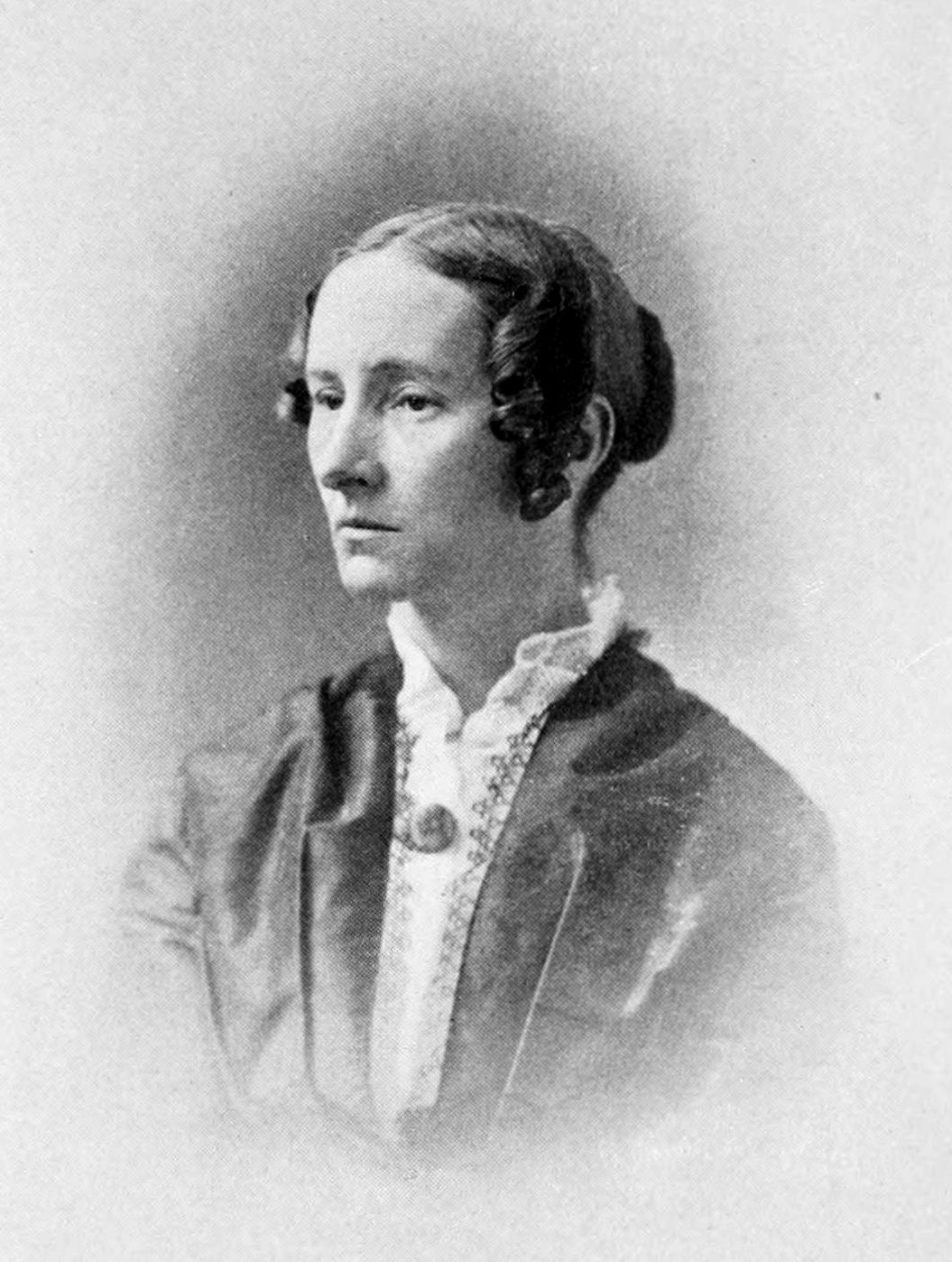
Сестра Анна Бартлетт

В 1851 году Сьюзен Богерт, под псевдонимом «Элизабет Ветерелл», опубликовала роман «The wide, wide world» (русский перевод — «Широкий, широкий мир», Москва, 1857), пользующийся популярностью и поныне. Последовавшие затем новые произведения Богерт: «Queechy» (1852, русский перевод СПб., 1858), «The hills of Shatemuck» (1856), «The old helmet» (1865), «Eleonor Powle» (1865), «Melbourne house» (1866), «Little Annette» (1874) имели заметно меньший успех. Склонность к пиетизму, заметная уже и в первом сочинении писатальницы, но выкупаемая там — а отчасти и в «Queechy» — большой задушевностью и теплотою, выступает все больше и больше на первый план, временами обращая роман в сухую проповедь узкого пресвитерианского учения.
Сестры Уорнер также написали известные детские христианские песни. Сьюзен написала «Иисус велит нам сиять», в то время как Анна была автором первого куплета известной детской песни «Иисус любит меня», которую она написала по просьбе Сьюзен.
Кроме романов, она написала книгу богословского содержания: «The law and the testimony» (1853) и статью: «American female patriotism».
Сестры также проводили библейские занятия для курсантов Вест-Пойнта. Когда они были на военной службе, кадеты пели «Иисус любит меня». Популярность песни была настолько велика, что после смерти Уорнер она была похоронена на кладбище Вест-Пойнта.
Сьюзен Богерт Уорнер умерла 17 марта 1885 года в Хайленд-Фолсе, неподалёку от родного города.